# Homo habilis
Homo habilis је прва врста рода Homo. Живео је у јужној и источној Африци пре између 2,3 милиона до 1,7 милиона година. Развио се од аустралопитекуса, којима је сличан у многим телесним карактеристикама, али се разликује мањим кутњацима и већим кранијалним капацитетом. Величина мозга код ове врсте варирала је од 500 cm³ до 750cm³ . На основу положаја форамен магнума и облика бутне кости, може се са великом сигурношћу тврдити да је Homo habilis ходао усправно.

## Начин живота
Живео је у групама (хордама) које су се састојале вероватно од 15 до 20 чланова. Homo habilis је први представник рода људи, али и први представник ове филогенетске линије који је правио оруђе од камена (тзв. „олдевејска" технологија израде оруђа). Оруђем је могао пробити корњачин оклоп,да сече стрвине које би оставиле велике грабљивице попут хијена и хомотеријума (сабљозубог тигра) и убити глодара, али није могао (умео) ловити веће животиње. Стално је био у покрету трагајући за храном. На основу грађе зуба претпоставља се да је у исхрани имао храну и биљног и животињског порекла.
Сама телесна конституција му је била мала, а тежина им је варирала између 32кг код женски до 37кг код мужјака.
У пећине се није скривао јер су ту живеле животиње јаче и веће од њега (које су га и ловиле у неким случајевима) (нпр. сабљозубог тигра, хијена и примитивних лавова). 

## Филогенија хабилиса
У последње време антрополози мисле да су археолошки остаци, сматрани припадницима једне врсте (Homo habilis) којој се приписивао велики телесни полиморфизам, у ствари остаци припадника двеју врста. Ове врсте би се у основи разликовале у кранијалном капацитету, при чему би јединке мањег кранијалног капацитета биле и даље називане Homo habilis. „Развијеније", тј. јединке са већим капацитетом лобање, али и телесном грађом сличнијом аустралопитекусу, сматране би у том случају врстом Homo rudolfensis. Један од представнике ове врсте био би „дечак из Туркане".